# Ronit Elkabetz
Ronit Elkabetz (Hebreeuws: רונית אלקבץ, Arabisch: رونيت القبص) (Beër Sjeva, 27 november 1964 – Tel Aviv, 19 april 2016) was een Israëlisch filmregisseuse, scenarioschrijfster en actrice.

## Biografie
Ronit Elkabetz (soms geschreven als Alkabetz) werd geboren in Beër Sjeva als kind van Joodse ouders van Marokkaanse origine, afkomstig uit Essaouira. Elkabetz studeerde modeontwerp en ging een eerste maal op auditie waarbij ze meteen de hoofdrol kreeg in 1990 in de film Hameyu'ad hoewel ze nooit acteerlessen gevolgd had. Ze werd al snel succesvol als actrice en besloot Israël te verlaten en in 1997 naar Parijs te verhuizen hoewel ze de taal nauwelijks sprak. Ze studeerde in 1997 bij het Théâtre du Soleil van toneelregisseuse Ariane Mnouchkine en werkte ondertussen als bordenwasser in een keuken. Op dat moment werd haar in Israël, waar ze nog steeds als een ster gezien werd, rollen aangeboden van Lady Macbeth en Cleopatra. In 2001 behaalde ze haar eerste Ophir Award (de Israëlische Oscar) als beste actrice in de film Hatouna Meheret. Later volgden nog negen nominaties en een Ophir voor beste actrice in 2007 in de film Bikur Ha-Tizmoret. 
Elkabetz acteerde in Franse en Israëlische films alvorens in 2004 haar eerste speelfilm te schrijven en te regisseren (samen met haar broer Shlomi Elkabetz), het semi-autobiografische Ve'Lakahta Lecha Isha. Later volgden nog Shiva (2008) en Gett: Le procès de Viviane Amsalem (2014), het laatste deel van de trilogie. In 2015 was ze juryvoorzitter op het filmfestival van Cannes in de sectie Semaine de la critique.
Ze overleed op 51-jarige leeftijd aan kanker en liet een man en twee kinderen achter.

## Filmografie

### Actrice
- 2014: Gett: Le procès de Viviane Amsalem
- 2012: Lo roim alaich
- 2012: Zarafa
- 2012: Edut
- 2010: Tête de turc
- 2010: Les Mains libres
- 2010: Mabul
- 2009: La Fille du RER
- 2009: Cendres et Sang
- 2009: Jaffa
- 2009: Zion Ve Ahav
- 2008: Shiva
- 2007: Bikur Ha-Tizmoret
- 2004: Ve'Lakhta Lehe Isha
- 2004: Or
- 2003: Alila
- 2001: Origine contrôlée
- 2001: Hatouna Meheret
- 1997: Ben Gurion
- 1996: Milim
- 1995: Tzaleket
- 1994: Sh'Chur
- 1992: Eddie King
- 1990: Hameyu'ad

### Regie
In samenwerking met haar broer Shlomi Elkabetz:
- 2014: Gett: Le procès de Viviane Amsalem
- 2008: Shiva
- 2004: Ve'Lakhta Lehe Isha

### Scenario
- 2014: Gett: Le procès de Viviane Amsalem
- 2008: Shiva
- 2004: Ve'Lakhta Lehe Isha
- 1994: Tzaleket

## Prijzen en nominaties
Ronit Elkabetz behaalde 25 filmprijzen en een tiental nominaties waarvan de belangrijkste:
| Jaar | Prijs | Categorie                | Genomineerde(n)                    | Uitslag     |
| ---- | ----- | ------------------------ | ---------------------------------- | ----------- |
| 2014 | Ophir | Beste regie              | Gett: Le procès de Viviane Amsalem | Genomineerd |
| 2014 | Ophir | Beste actrice            | Gett: Le procès de Viviane Amsalem | Genomineerd |
| 2014 | Ophir | Beste scenario           | Gett: Le procès de Viviane Amsalem | Genomineerd |
| 2010 | Ophir | Beste actrice            | Mabul                              | Genomineerd |
| 2008 | Ophir | Beste regie              | Shiva                              | Genomineerd |
| 2008 | Ophir | Beste actrice            | Shiva                              | Genomineerd |
| 2008 | Ophir | Beste scenario           | Shiva                              | Genomineerd |
| 2007 | Ophir | Beste actrice            | Bikur Ha-Tizmoret                  | Gewonnen    |
| 2004 | Ophir | Beste actrice            | Ve'Lakhta Lehe Isha                | Genomineerd |
| 2004 | Ophir | Beste vrouwelijke bijrol | Or                                 | Genomineerd |
| 2001 | Ophir | Beste actrice            | Hatouna Meheret                    | Gewonnen    |